# Дечко Караджов
Дечко Дянков Караджов (3 травня 1889, Елин Пелин — 13 серпня 1977, Софія) — болгарський дипломат, повноважний посол у Німеччині, Сербії та Італії. Постійний представник Болгарії при Лізі Націй.

## Життєпис
Народився 3 травня 1889 року в селі Новосельці, нині місто Елин Пелин. Початкову освіту здобув у селі Шипці та Варні, середню освіту здобув у кадетському корпусі в Полтаві. З 1909 року служив у болгарській армії. Брав участь у Балканській (1912—1913), Союзницькій (1913) та Першій світових війнах (1915—1918). Служив у 4-му артилерійському полку. Він був звільнений з армії 8 лютого 1920 року згідно з умовами Нейїського мирного договору. У 1921 році закінчив юридичний факультет Софійського університету, а потім спеціалізувався в Парижі, де здобув звання доктора політичних і правових наук. Потім вступив до міністерства закордонних справ і віросповідань, працював у палацовій канцелярії. З 3.09.1923 р. — помічник начальника Інформаційного бюро при Дирекції преси. З 1924 р. — другий секретар представництва Болгарії у Відні.
19 серпня 1927 року Дечко Караджов був призначений першим секретарем міністерства, став завідувачем архіву, а також охоронцем таємного архіву. На цій посаді він залишався до 21 липня 1930 р. У 1930—1931 рр. був спочатку секретарем представництва в Римі, а потім до 1933 р. — консулом у Мілані. У 1933—1935 роках — начальник консульсько-господарського відділу Центрального управління Міністерства закордонних справ і віросповідань. У 1935 році був надзвичайним і повноважним послом у Празі. Потім, з 1936 по 1937 рік, він був повноважним міністром у Белграді. Він був послідовно повноважним міністром у Берліні (1937), Берні (1938) та Римі (1940—1943). Був представником Болгарії в Лізі Націй і Міжнародному бюро праці в Женеві. З посади повноважного міністра був звільнений 11 вересня 1944 р. Репресований комуністичною владою, 1 квітня 1948 р. його виключено з колегії адвокатів, скасовано прописку в Софії та заслано до Самокова. Там він пробув до 1951 р. Помер 13 серпня 1977 року.